# Felix Oberwaditzer
Felix Oberwaditzer (* 14. März 2006) ist ein liechtensteinisch-österreichischer Fussballspieler.

## Karriere

### Verein
Oberwaditzer begann seine Karriere beim FC Hörbranz. Zur Saison 2020/21 kam er in die AKA Vorarlberg, in der er in Folge sämtliche Altersstufen durchlief. Zur Saison 2024/25 wechselte der Verteidiger zum Bundesligisten SCR Altach, bei dem er einen bis 2027 laufenden Vertrag erhielt.

### Nationalmannschaft
Oberwaditzer spielte im August 2022 erstmals für die liechtensteinische U-17-Auswahl. Bis Oktober 2022 kam er zu vier Einsätzen. Im September 2023 debütierte er anschliessend im U-19-Team.
Im Juni 2024 gab er sein Debüt in der A-Nationalmannschaft, als er in einem Testspiel gegen Albanien in der 86. Minute für Aron Sele eingewechselt wurde.